# Klaus Lichtblau
Klaus Lichtblau (* 22. September 1951 in Karlsruhe) ist ein deutscher Ideengeschichtler und Soziologe.

## Lebenslauf
Lichtblau studierte Philosophie, Politikwissenschaft und Soziologie an der Ludwig-Maximilians-Universität München und an der Universität Bielefeld. In Bielefeld studierte er u. a. bei Niklas Luhmann, bei dem er 1975 seine Diplomarbeit in Soziologie schrieb. Nach einer Anstellung als Wissenschaftlicher Mitarbeiter in der an der Universität Bielefeld beheimateten Redaktion des Historischen Wörterbuchs der Philosophie folgte 1980 die Promotion zum Doktor der Philosophie bei Jürgen Frese. Im Anschluss arbeitete er zunächst weiter in Bielefeld, dann an den Universitäten in Kassel und Kiel. Seine Habilitation im Fach Soziologie erfolgte 1996 an der Universität Kassel. Von 2004 bis 2017 war er Professor für Soziologie mit dem Schwerpunkt Geschichte und Systematik sozialwissenschaftlicher Theoriebildung an der Johann Wolfgang Goethe-Universität Frankfurt am Main. Seit 1998 war Lichtblau außerdem für die Fernuniversität Hagen tätig.

## Forschung
Zu den Forschungsinteressen von Klaus Lichtblau gehört die Geschichte der Soziologie. Sein besonderes Interesse gilt dabei den „Klassikern“ Max Weber, Georg Simmel und Karl Mannheim. Des Weiteren forschte Lichtblau zum Wiederaufbau der Gesellschaftswissenschaften an der Universität Frankfurt in der Nachkriegszeit, was nicht zuletzt der Tatsache geschuldet ist, dass sein Lehrstuhl in der Tradition des Lehrstuhls von Theodor W. Adorno stand.

## Herausgeberschaften
Lichtblau ist Herausgeber der Reihe Klassiker der Sozialwissenschaften im VS Verlag (Wiesbaden). Außerdem war er 2015 an der Herausgabe von  Zyklos. Jahrbuch für Theorie und Geschichte der Soziologie beteiligt.

## Publikationen (Auswahl)
- Theorie der Bürgerlichen Gesellschaft. Focus-Verlag, Gießen 1978, ISBN 3-920352-99-8.
- mit Ilona Ostner (Hrsg.): Feministische Vernunftkritik. Campus, Frankfurt am Main 1992, ISBN 3-593-34455-6.
- Kulturkrise und Soziologie um die Jahrhundertwende. Zur Genealogie der Kultursoziologie in Deutschland. Suhrkamp, Frankfurt am Main 1996, ISBN 3-518-58237-2 (korrigierte Neuauflage Springer VS, Wiesbaden 2022).
- Georg Simmel. Campus, Frankfurt am Main 1997, ISBN 3-593-35703-8.
- Das Zeitalter der Entzweiung. Philo, Berlin 1999, ISBN 3-8257-0124-7.
- Transformationen der Moderne. Philo, Berlin 2002, ISBN 3-8257-0252-9.
- Max Webers Grundbegriffe. VS Verlag für Sozialwissenschaften, Wiesbaden 2006, ISBN 3-531-14810-9.
- mit Felicia Herrschaft (Hrsg.): Soziologie in Frankfurt. Eine Zwischenbilanz. VS Verlag für Sozialwissenschaften, Wiesbaden 2010, ISBN 978-3-531-16399-4.
- Die Eigenart der kultur- und sozialwissenschaftlichen Begriffsbildung. VS Verlag für Sozialwissenschaften, Wiesbaden 2011, ISBN 978-3-531-16188-4.
- mit Volker Caspari: Franz Oppenheimer. Ökonom und Soziologe. Societäts-Verlag, Frankfurt am Main 2014, ISBN 978-3-95542-050-5.
- Zwischen Klassik und Moderne. Die Modernität der klassischen deutschen Soziologie. Springer VS, Wiesbaden 2017, ISBN 978-3-658-14960-4.
- Zur Aktualität von Georg Simmel. Einführung in sein Werk. 2., neu bearbeitete und erweiterte Auflage. Springer VS, Wiesbaden 2019, ISBN 978-3-658-22715-9.
- Zur Aktualität von Max Weber. Einführung in sein Werk. Springer VS, Wiesbaden 2020, ISBN 978-3-658-28946-1.
- Möglichkeiten der Soziologie. Studien über ihre Anfänge in Deutschland. Springer VS, Wiesbaden 2021, ISBN 978-3-658-35136-6.